# Démyélinisation
La démyélinisation est la disparition ou la destruction de la gaine de myéline qui entoure et protège les fibres nerveuses.

## Symptômes
Elle entraîne notamment un ralentissement de la conduction des signaux nerveux, et se traduit par des affections au niveau des sensations, provoque des troubles moteurs ou psychiques.

## Causes
Une démyélinisation peut avoir plusieurs causes, parfois infectieuses, génétiques - c'est le cas des leucodystrophies - ou autoimmunes. Certains produits chimiques, comme les organophosphates utilisés dans certains insecticides ou anti-puces ont également pour effet secondaire une démyélinisation.
Parmi les maladies qui provoquent une démyélinisation, on peut compter la sclérose en plaques, la maladie de Tay-Sachs, la myélite transverse, la maladie de Marchiafava-Bignami, le syndrome de Guillain-Barré et la leucoencéphalopathie multifocale progressive.
La démyélinisation peut être aussi causée par des traitements médicaux tels que la radiothérapie ou la chimiothérapie.
La démyélinisation est l'un des mécanismes de la polyneuropathie du diabète.